# روي هاريس (لغوي)
روي هاريس (بالإنجليزية: Roy Harris)‏ هو لغوي بريطاني، ولد في 24 فبراير 1931 في برستل في المملكة المتحدة، وتوفي في 9 فبراير 2015 في أكسفورد في المملكة المتحدة.